# Arnold Gilg
Arnold Gilg (* 27. Januar 1887 in Olten; † 21. Juli 1967 in Bern) war ein Schweizer christkatholischer Geistlicher und Professor an der christkatholisch-theologischen Fakultät der Universität Bern.

## Leben
Arnold Gilg war ein Sohn des christkatholischen Pfarrers Karl Gilg und der Laure geb. Soutter. Sein jüngerer Bruder Otto (* 1891; † 1976) war ebenfalls christkatholischer Geistlicher und Kirchenhistoriker.
Er besuchte die Primarschule und das Gymnasium in Zürich, bevor er von 1906 bis 1910 in Bern und Tübingen Theologie studierte. 1910 empfing er durch Bischof Eduard Herzog die Priesterweihe und war danach als Vikar in Bern tätig. 1914 wurde er zum Dr. theol. promoviert, 1915 folgte seine Habilitation. Von 1915 bis zu seiner Emeritierung 1957 war er Professor an der christkatholisch-theologischen Fakultät der Universität Bern, zunächst mit einem Lehrauftrag für systematische Theologie, ab 1941 für Kirchen- und Dogmengeschichte und Seelsorge. 1928–29 war er Rektor der Universität Bern.
Als Hochschullehrer war Gilg theologisch dem Grundansatz Karl Barths verpflichtet. Dies führte ihn zu einem kritischen Durchdenken der altkirchlichen und abendländischen Tradition (auch des Christkatholizismus). 1961 wurde er Ehrendoktor (Dr. theol. h. c.) der Universität Basel.
Arnold Gilg heiratete 1917 die aus Zürich stammende Elisabeth Naef. Ein Sohn aus dieser Ehe war der Schweizer Historiker und Politikwissenschaftler Peter Gilg.

## Schriften (Auswahl)
- Christentum und Kultur. In: Aarauer Studenten-Konferenz. 27, 1923, ZDB-ID 572561-6, S. 3–19, (auch Sonderabdruck).
- Sören Kierkegaard. Kaiser, München 1926.
- Der Sinn der Theologie. Rektoratsrede gehalten bei der 94. Stiftungsfeier der Universität Bern am 24. November 1928. Haupt, Bern 1929.
- Weg und Bedeutung der altkirchlichen Christologie. In: Jesus Christus im Zeugnis der Heiligen Schrift und der Kirche. Eine Vortragsreihe (= Evangelische Theologie. Beihefte. 2, ZDB-ID 510807-x). Kaiser, München 1936, S. 91–178, (Auch eigenständig: Weg und Bedeutung der altkirchlichen Christologie (= Theologische Bücherei. Neudrucke und Berichte aus dem 20. Jahrhundert. 4, ISSN 0563-430X). Kaiser, München 1955; mehrere Auflagen).
- Fragen und Wege historischer und systematischer Theologie. Gesammelte Aufsätze. Mit einer Einleitung von Kurt Stalder. EVZ-Verlag, Zürich 1968.